# Cosme de Torres
Cosme de Torres, S.J. (1510, València - † 2 d'octubre de 1570, Amakusa, illa de la prefectura de Kumamoto actual, Japó) va ser un jesuïta valencià, sent dels que iniciaren les missions cristianes al Japó.

## Biografia
Nascut a València el 1510, Torres va ser ordenat sacerdot l'any 1535. Poc després, va ser enviat com a missioner a Mèxic. Des d'allà, va anar a Àsia i es va reunir amb Francesc Xavier a les Moluques en 1546. Va ingressar a la Companyia de Jesús a Goa en 1548, on va treballar com a professor de gramàtica a l'escola jesuïta.

### Els inicis de la missió japonesa (1549-1551)
Torres va arribar a Kagoshima, una ciutat situada a Kyushu, la més meridional de les tres illes principals del Japó el 15 d'agost de 1549. Va estar acompanyat per Francesc Xavier, el germà Juan Fernández, i diversos funcionaris de l'Índia, així com per tres conversos cristians japonesos que havia reunit Javier a Malaca en 1547. Els missioners van començar a treballar en Kagoshima, predicant als carrers, llegint d'un catecisme escrit per Xavier que havia estat traduït al japonès pel seu company, Anjiro.
A la fi de 1549, Xavier va decidir viatjar a Kyoto, on tenia la intenció de sol·licitar una audiència amb l'emperador japonès, l'emperador Go-Nara. Tant Torres com Fernández van anar amb ell. En el camí, es van detenir a Yamaguchi, on van començar a treballar per convertir la població de la ciutat. Quan Xavier i Fernández van deixar Yamaguchi al desembre de 1550 per continuar el viatge a la capital, Torres es va quedar enrere per continuar amb el treball missioner començat allà. A mitjans de 1551, Xavier va tornar a Yamaguchi després d'un viatge decebedor a Kyoto, on se li va negar la seva sol·licitud d'una audiència imperial.
El setembre del 1551, Torres va escriure sobre la curiositat intel·lectual dels ciutadans de Yamaguchi, dient: «Els [Jesuïtes] que venen a aquestes regions han de ser molt estudiats per tal de respondre a les preguntes molt profundes i difícils que ells [els ciutadans] demanen des del matí fins al vespre. Són molt insistents en les seves preguntes. Des del dia en què el pare Mestre Francisco va entrar en aquesta ciutat, que ara fa uns cinc mesos o més enrere, no hi ha hagut un dia en què no hi hagi hagut sacerdots i laics aquí des del matí fins a altes hores de la nit per tal de respondre a tota mena de preguntes.» " Torres també va escriure sobre el seu èxit en la conversió dels japonesos a Yamaguchi: «Quan ells [els cristians japonesos es converteixen] un cop acceptada la fe, pel que he vist i sentit, i pel que he viscut amb ells, no hi ha gent al món tan tenaç. Em sembla que la majoria dels que s'han convertit en cristians, i d'aquests n'hi ha molts, estan disposats a suportar qualsevol calamitat per l'amor de Déu.» Segons es diu, Torres va batejar a més de dos mil persones i va construir una església a la ciutat. Aquí, va treballar desinteressadament per ajudar a la gent del poble, les vides dels quals van ser devastades per la guerra constant del període Sengoku al Japó, fins i tot renunciant als seus estalvis per comprar menjar per a gent famolenca, independentment de si eren cristians o budistes.

### Torres com a Superior de la Missió (1551-1570)
Després que Xavier marxés del Japó a 1551 per començar una missió jesuïta a la Xina, Torres el va succeir com a superior de la missió japonesa. Sota la seva direcció, el nombre de cristians al Japó va créixer de manera constant, tot i l'antagonisme de les sectes budistes. Durant el seu temps com a superior de la missió, el seu èxit en la conversió d'un gran nombre de persones japoneses va despertar molta animositat per part dels monjos budistes. Torres va tenir diversos debats amb els membres instruïts de la comunitat budista, els quals van ser recollides pel germà Fernández Torres va basar els seus arguments en aquests debats sobre la raó, creient que seria molt eficaç contra els japonesos que estaven, com ell va dir, «guiats per la raó tan bé com i més encara de bon grau que els espanyols.» Especialment va atacar la creença budista que el fonament i l'origen del món era el buit pur.
Torres es va quedar a Yamaguchi fins que la ciutat va ser presa pel clan Mōri en 1556, que era hostil vers el cristianisme. En aquest moment, Torres es va veure obligat a traslladar-se a la província de Bungo, on el jove daimyo, Ōtomo Yoshishigee, li va oferir protecció. La destrucció de la missió a Yamaguchi pel clan Mori va ser especialment punyent per a Torres, qui va escriure a Núñez que la seva vida a Yamaguchi havia estat plena d'alegria i satisfacció.
Torres va dirigir les negociacions amb Omura Sumitada relatives a l'establiment d'un port a Nagasaki per al comerç exterior, com l'historiador jesuïta Luis de Guzmán especialment remarcà.
Ōmura va donar un terreny i una casa de la seva propietat personal per a la missió jesuïta. La casa va ser utilitzada com a residència dels jesuïtes i Torres va establir un cementiri cristià, així com un hospital en el terreny donat. Aquest cementiri va ser particularment important per a la missió, ja que els temples budistes es van negar a enterrar els conversos cristians japonesos.
El missioner jesuïta Lluís Fróis registrà molts incidents que demostren el zel missioner i la naturalesa abnegada de Torres. Torres mai va deixar d'oferir la missa, encara que estava tan greument malalt que ell era incapaç de posar-se dret i havia de recolzar-se sobre l'altar. Va saludar a tots els visitants amb gust, amb "llàgrimes d'amor dels seus ulls." D'acord amb Frois, la seva «modèstia i maduresa religiosa convenia la naturalesa dels japonesos tant que va guanyar un profund amor i respecte per part d'ells». Torres era tan adorat pels japonesos cristians conversos que molts d'ells van conservar flocs del seu cabell o peces de la seva roba vella com tresors.
La principal preocupació de Torres va ser l'educació de la comunitat cristiana. Va animar a la seva congregació per familiaritzar-se amb la Bíblia i va promoure-ho organitzant concursos per educar els nous conversos. També estava especialment preocupats per l'educació dels nens cristians. Va dur a terme classes de catecisme diàries de quaranta a cinquanta nens on se'ls va ensenyar a recitar oracions en llatí. Torres també va organitzar classes de japonès per a ells, nomenant un germà llec japonès per ensenyar-los a llegir i escriure en la seva llengua materna.
En 1562, Torres es va traslladar a Yokoseura, una ciutat portuària que es va obrir recentment per als comerciants portuguesos pel daimyo locals Ōmura Sumitada.